# Rådan

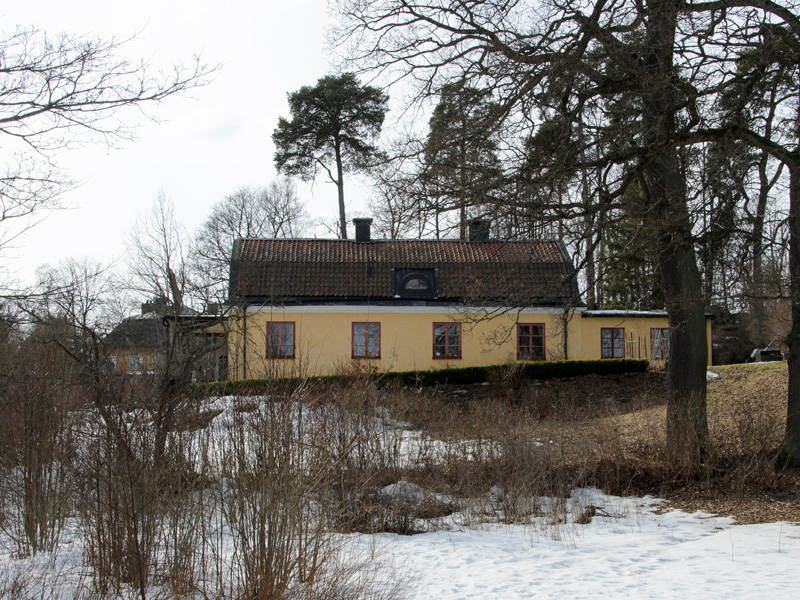
Rättarbostället

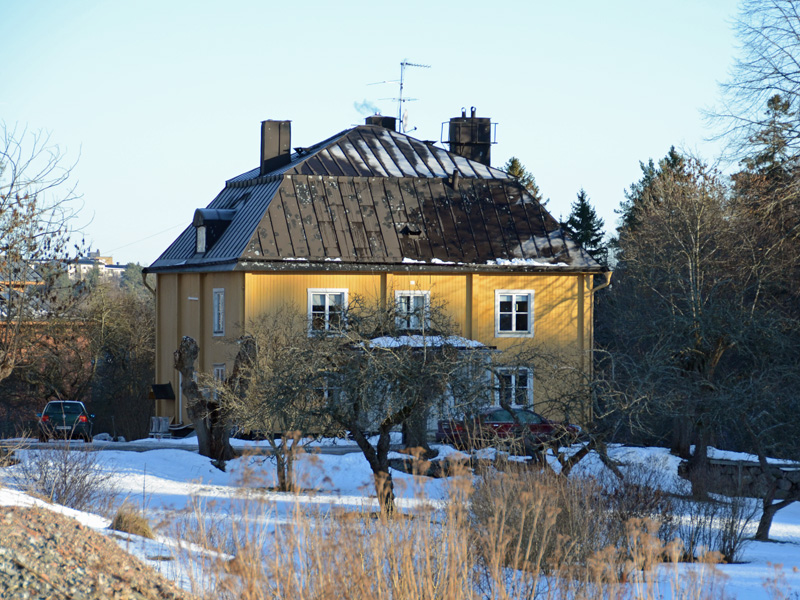
Manbyggnaden

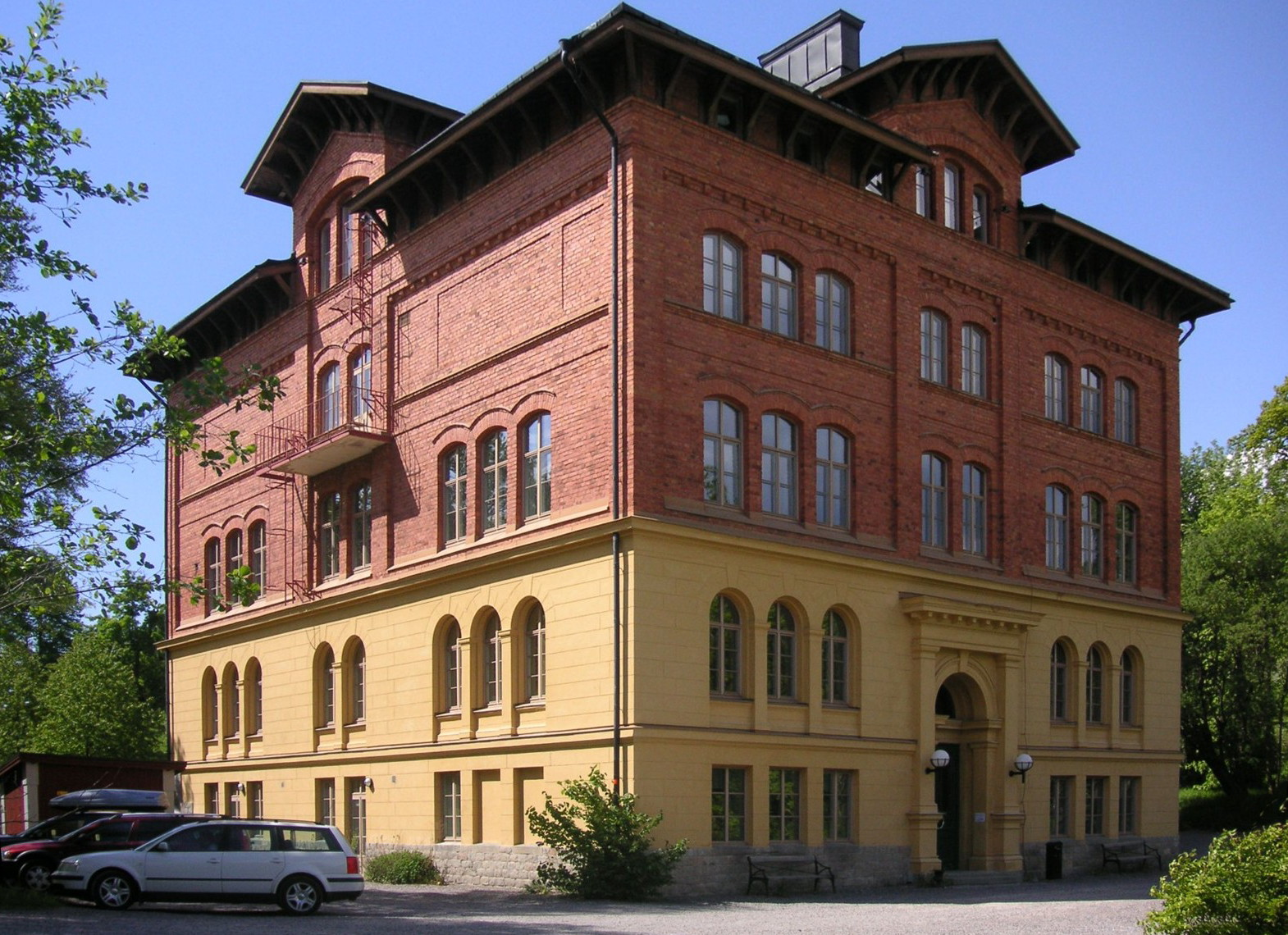
Skolbyggnaden där Futuraskolan driver skolverksamhet.

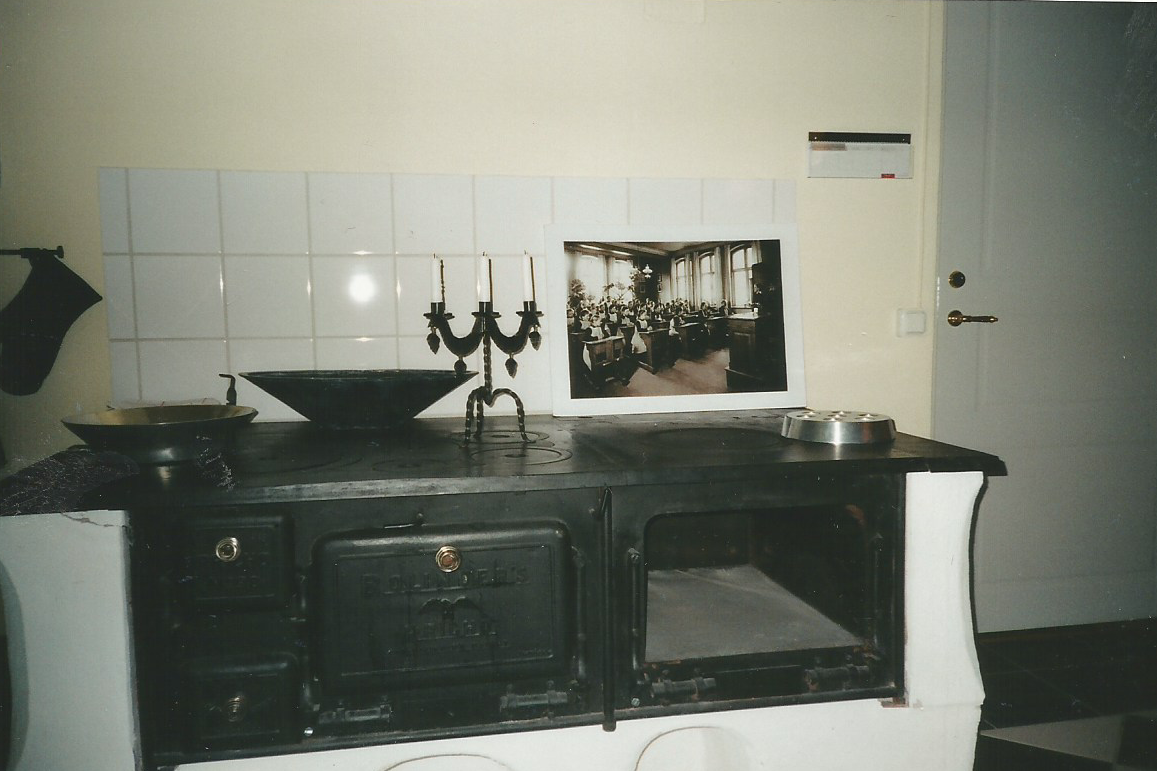
Spis från tiden då föräldralösa flickor gick i skolan för att lära sig hushållsarbete. Bilden tagen 2007 då Silverdals Planeringskontor fanns i skolbyggnaden.

Egendomen Rådan är känd sedan 1599 och ligger vid Edsvikens strand i Sollentuna kommun inom kommundelen Helenelund. Rådan består av i huvudsak tre kvarvarande byggnader: herrgården, rättarbostället och skolan samt ett antal gamla ekonomibyggnader som tidigare tillhörde herrgården. Rådan var till en början ett torp för att i tur och ordning bli rättarboställe, herrgård, internatskola, militärförläggning och polishögskola. Den senast byggda byggnaden i Rådan är åter en skola.

## Torpet
Torpet Rådan är känt sedan 1599, då en Clementh i Rhodenera bodde här. Torpet hörde till Kymlinge gård i Spånga som lydde under Jacobsdal (sedermera Ulriksdals slott). Rådans sista torpstuga byggdes under 1700-talet och brann ner 1958.
Rättarbostället uppfördes som boställe för rättaren på Ulriksdal på 1600-talet och byggdes om i mitten av 1700-talet.

## Herrgården
Herrgården är byggd i mitten av 1700-talet av kammarrådet Hauswolff. Delar av huset är äldre, som källarvalvet från 1600-talet. Hauswolff lät uppföra den timrade gula manbyggnaden med två våningar och vind. Under större delen av 1700-talet och 1800-talet fungerade herrgården som sommarnöje för konstnärer, författare och kungligheter. I början av 1800-talet ägdes gården av Johanna Juliana Berg. 1855 köptes egendomen av Jakob Olof Gripensvärd, som var god vän med kung Karl XV. Karl XV bodde ofta på det närbelägna Ulriksdals slott och var ofta gäst på Rådan. Fastigheten och huset hörde under en period på 1900-talet till Svea Livgarde/I1. Fastigheten är idag i privat ägo.

## Skolan
År 1885 köptes Rådan av Axel och Sofia Alms stiftelse, vars uppgift var att åt föräldralösa och värnlösa flickor ge kristelig uppfostran och god handledning. Axel Alm var en av Stockholms främsta byggmästare och med en donation av 527 000 kronor till stiftelsen byggdes 1890 den stora skolbyggnaden efter arkitekt Axel Kumliens ritningar. Flickor mellan 5 och 18 år togs om hand på internatskolan som till slut stängdes 1946.
År 1944 inköptes gården av staten och Svea livgarde tog över. Rådan var under den tiden Svea Livgardes Musikkårs repetitionslokal, expeditioner, övningsrum, samt förläggning för många av de yngre musikerna. 1970 flyttade livgardet ut och polishögskolan in. 1989 köpte Sollentuna kommun området och polisen flyttade ut igen. Byggnaderna övertogs av byggkonsortiet, som sålde rättarbostället och herrgården men behöll och renoverade skolhuset vars ursprungliga rumsindelning och fasader återställdes 2000/2001.
Skolhuset i Rådan var med i Håkan Bråkan-julkalendern 2003, samt användes till vissa exteriörer i Fasadklättraren (1991) och interiörer i TV-serien Silvermannen (1996).
Sedan höstterminen 2010 driver Futuraskolan Rådan tvåspråkig (svenska och engelska) undervisning från förskoleklass t.o.m. årskurs 6 i det gamla skolhuset i Rådan.

## I litteraturen
Jämte Silverdal, Kasby, Dammtorp, Solna och Tegelhagen omnämns Rådan i boken Ladugårdsarrendet av Carl Jonas Love Almqvist.

## Bilder

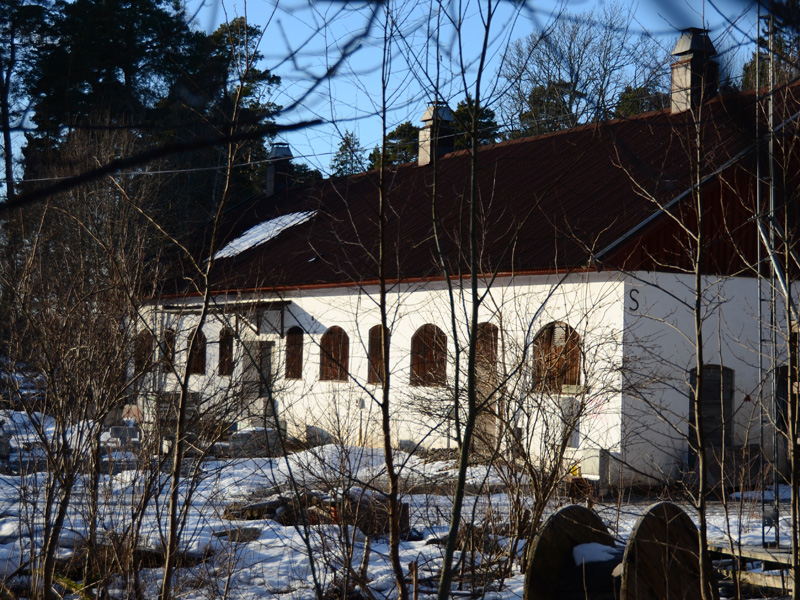
Ladugården
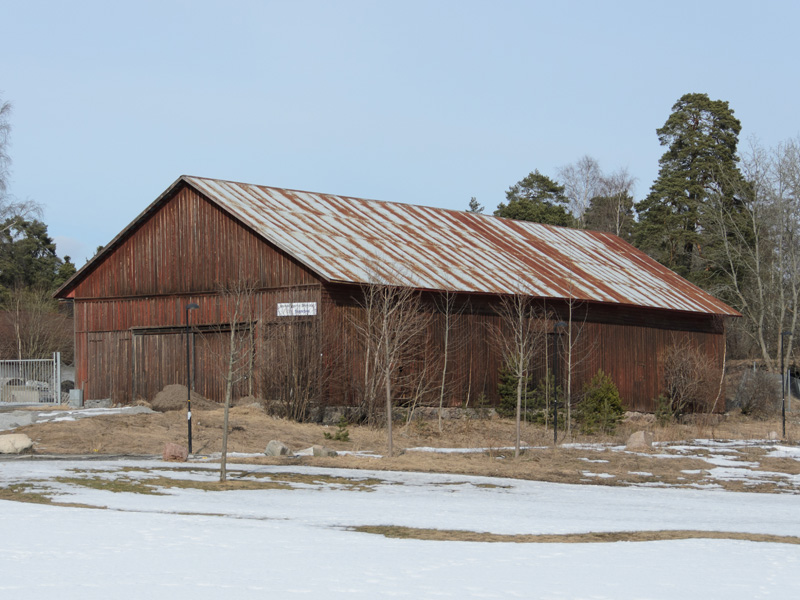
Logen
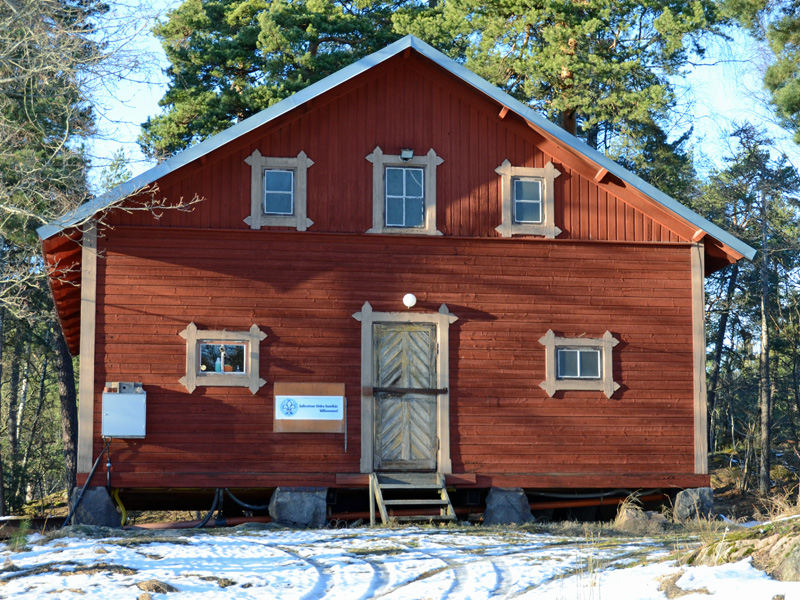
Spannmålsboden
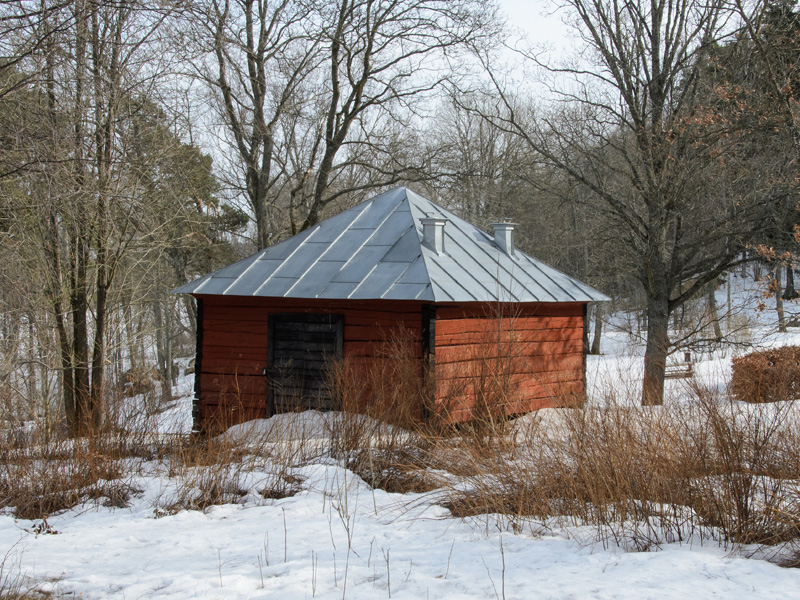
Isboden